# أميزور
أميزور بلدية بولاية بجاية بالجزائر

## الوديان
- وادي أماسين

## أعلام
- رمطان لعمامرة
- ياسين أمعوش

## مواضيع ذات صلة
- بلديات ولاية بجاية
- دوائر ولاية بجاية